# Völs am Schlern
Völs am Schlern (em italiano Fiè allo Sciliar) é uma comuna italiana da região do Trentino-Alto Ádige, província de Bolzano, com cerca de 3.015 habitantes. Estende-se por uma área de 44 km², tendo uma densidade populacional de 69 hab/km². Faz fronteira com Castelrotto, Cornedo all'Isarco, Renon, Tires.

## Demografia
| Variação demográfica do município entre 1861 e 2011                               |
|                                                                                   |
| Fonte: Istituto Nazionale di Statistica (ISTAT) - Elaboração gráfica da Wikipedia |